# Andromède IX
Andromeda IX est une galaxie naine sphéroïdale du groupe local. Satellite de la galaxie d'Andromède, elle est située à 805 ± 70 kpc (∼2,63 millions d'al) du Soleil, dans la constellation d'Andromède. Lors de sa découverte c'était la galaxie ayant la plus faible luminosité par unité de surface (ΣV ≃ 26,8 arcsec-2).